# Mikael Simonsen
Mikael Simonsen (Løgstør, 20 de noviembre de 1882-Aarhus, 29 de marzo de 1950) fue un deportista danés que compitió en remo. Participó en los Juegos Olímpicos de Estocolmo 1912, obteniendo una medalla de bronce en la prueba de cuatro con timonel.

## Palmarés internacional
| Juegos Olímpicos | Juegos Olímpicos   | Juegos Olímpicos  | Juegos Olímpicos   |
| Año              | Lugar              | Medalla           | Prueba             |
| ---------------- | ------------------ | ----------------- | ------------------ |
| 1912             | Estocolmo (Suecia) | Medalla de bronce | Cuatro con timonel |